# Jauns Mēness (гурт)
Jauns Mēness — латвійський фолк-рок гурт, створений у 1987 році Айнарсом Мєлавсом та Гінтсом Соло, які в подальшому були єдиними оригінальними учасниками гурту до припинення його існування.

## Історія

### 1986—1990
А. Мєлавс під час навчання у школі співав у шкільному хорі та брав уроки гри на гітарі, маючи на меті створити власний гурт. Навчаючись у Ризькій школі прикладного мистецтва, почав кар'єру диск-жокея, згодом почав писати пісні латиською мовою. У 1985 році разом із композитором Улді Маргілевічем реалізував свої ідеї у спільній роботі — пісня «Nedalāmā» посіла 6 місце в опитуванні радіопрограми «Mikrofons'85». На початку 1986 року у співпраці із Я. Шипкевічсом та А. Алксні була записана наступна пісня «Vienīgā». Навесні 1986 року А.Мєлавс знайомиться із гітаристом Г. Соло та бас гітаристом А. Калванасом,  які раніше грали у панк-рок гурті «Dzelzs cejs». Разом вони записують пісню «Kā atvarā» у домашній студії Інгуса Баушкенієкса «Zzeltenie postnieki». У 1987 році, після запису ще двох пісень: «Nemanot» та «Iedomas», до них приєднується Егон Лапіньш (ударні), якого через деякий час замінив Гунтарс Райч. Перший концерт гурту під назвою Jauns Mēness відбувся у Балдоне влітку 1987 року. Того ж року гурт успішно виступив з концертом на музичному фестивалі «Bildes». У 1988 році до складу гурту увійшов Андріс Удріс (клавішні). В студії Латвійського радіо були записані кілька пісень гурту: «Bailes», «I'm still alive», «Tiesa»; Г. Райч заявив про себе як поет, беручи участь у створенні пісень. В цей же час у співпраці з художником Ілмарсом Блумбергсом створюється логотип гурту. У 1989 році до Jauns Mēness приєднується гітарист Угіс Тірзітіс; гурт бере участь у фестивалі «Рок за незалежність», відбуваються концерти гурту у Швеції, у тому числі й на 6-му Європейському фестивалі латиської пісні у Гельсінборзі. На початку 1990 року відбувається масштабне турне у культурних центрах  Латвії. Влітку того ж року Jauns Mēness знов виступають у Швеції та восени у Лондоні записують декілька пісень англійською та латиською мовами. Під впливом зростаючої популярності гурт отримує запрошення до США та Канади. Після повернення, А. Мєлавс пропонує гурту нове звучання — синтез рок-музики та латиського фольклору, але Г. Райч, У. Тірзітіс та А. Калванс залишають Jauns Mēness.

### 1991—2000
У 1991 році до складу гурту входять Юріс Кройч (ударні) та Ілварс Залітіс (бас). В оновленому складі Jauns Mēness записують композицію «Сокіл летить у небо», яка стала взірцем нового звучання гурту та посіла 3 місце в опитуванні «Мікрофона’ 91». Задля виходу на ширший музикальний ринок, гурт залучає менеджера Ояраса Грасманіса та записує пісні англійською. Далі слідують виступи на фестивалі «Рок-літо 91» у Талліні, участь у міжнародних пісенних фестивалях у Сопоті (Польща) та Брегенці (Австрія). У 1992 році Jauns Mēness проводить виступи у США та записує новий альбом «Show in the mirror». Але цей альбом не досягає мети і гурт бере паузу в діяльності. Протягом 1992—1994 років гурт записує декілька нових пісень та у 1995 році випускає новий альбом «100+1 бажання». У Ризькому домі конгресів за участю гостей відбувається концерт-повернення Jauns Mēness. В подальшому гурт продовжує записувати нові альбоми, проте музиканти відчувають брак нових ідей. При цьому у 1998 році альбом «Dzīvotājs» отримує латвійську «Велику музичну нагороду». У 2000 році Jauns Mēness завершує музичну діяльність.

### 2001—2013
У 2001 році на студії «Upe» виходить збірка із записами пісень гурту 1980-х років. У 2012 році музиканти об'єдналися на честь 25-річчя гурту та у концертному залі «Palladium» відіграли концерт, який був виданий на DVD. Він мав такий успіх, що його повторили у наступному році, після чого, влітку 2013 року на фестивалі «Positivus» у Салацгриві гурт Jauns Mēness офіційно припинив існування.

## Нагороди
- 1991 рік — Гран-прі на Міжнародному пісенному фестивалі у Сопоті (Польща)

- 1992 рік — найвища нагорода Golden Woge на Міжнародному фестивалі пісні у Брегенці (Австрія)[4].

- 1998 рік — Велика музикальна нагорода Латвії за альбом «Dzīvotājs»[5].

## Учасники
А. Мєлавс, вокал (1986—2013)
Г.Сола, гітара (1986—2013)
У. Тірзітіс, гітара (1988—1989)
А. Калванс, бас (1986—1989)
Г. Райч, ударні (1987—1989)
І. Залітіс, бас (1990—2001)

## Дискографія
| № зп | Назва альбому                | Рік випуску | Студія             |
| 1    | Aizlaid šaubas negaisam līdz | 1991        | Upe                |
| 2    | Izrāde spogulī               | 1993        | Upe                |
| 3    | 100 + 1 vēlēšanās            | 1995        | Upe                |
| 4    | The Best of Jauns Mēness     | 1995        | Upe                |
| 5    | Sirdspukstu intervāls        | 1996        | Mikrofona Ieraksti |
| 6    | Garastāvoklis                | 1997        | Upe                |
| 7    | Dzīvotājs                    | 1998        | Upe                |
| 8    | Kopotie Ieraksti             | 2001        | Upe                |